# Gortynia
Gortynia  o Gordynia o Gortynium era un'antica città della regione storica della Bottiea nella Macedonia meridionale. La città si trovava lungo la riva destra del fiume Axios nel nord-est della regione, presso il confine con la Paionia.
Nei testi antichi vi sono diversi riferimenti a Gortynia:
- Strabone, in Geografia, la pone lungo la strada che collega la Macedonia con la Peonia, passando per Stobi, probabilmente a sud del passo di Demir Kapija.[1]
- Tucidide, in La guerra del Peloponneso, afferma che le città di Gordynia e Atalanta vennero a patti con il re della Tracia Sitalce per riguardo nei confronti di Aminta, pretendente al trono di Macedonia contro Perdicca II.[2]
- Plinio ne fa menzione in Naturalis historia, fra le città della Macedonia poste lungo il corso del fiume Axios.[3]